# Catalina Parr
Catalina Parr (en inglés, Catherine Parr, Katharine Parre como se escribía en su tiempo; h. 1512- 5 de septiembre de 1548) fue la última de las seis esposas de Enrique VIII de Inglaterra y por tanto reina consorte de Inglaterra desde 1543 hasta 1547 y primera reina consorte de Irlanda; fallecido Enrique, fue reina viuda. Es la reina de Inglaterra que más veces ha contraído matrimonio, cuatro veces.

## Biografía

### Primeros años
Catalina Parr nació en el castillo de Kendal en Westmorland, Inglaterra, lugar de residencia de sus antepasados desde el siglo XIV. También se cree que pudo haber nacido en  Great Kimble, Buckinghamshire, o en Blackfriars, Londres. Era la hija mayor de sir Thomas Parr, de Horton House, Northamptonshire, descendiente del rey Eduardo III, y de Matilda Green (6 de abril de 1495 – 20 de agosto de 1529), hija de sir Thomas Green, de Greens Norton, Northamptonshire. Tuvo un hermano más joven, Guillermo Parr más tarde primer marqués de Northampton, y una hermana, Ana, más tarde condesa de Pembroke. Sir Thomas fue sheriff de Northamptonshire, Master of the Wards y Comptroller del rey Enrique VIII. Su madre, lady Parr, estuvo entre las damas del séquito de Catalina de Aragón.
A los 17 años, en 1529, Catalina contrajo matrimonio con lord Eduard Borough. Durante muchos años se ha argumentado que se casó con el mayor Eduardo Borough, segundo barón Borough de Gainsborough, quien murió en 1529. Sin embargo, hay un acuerdo generalizado por los biógrafos recientes de Catalina que se casó con el nieto del segundo barón, quien compartía nombre. Eduardo Borough el Joven tenía veintitantos años y puede que tuviera mala salud. Sirvió como feoffee para Thomas Kiddell y como juez de paz. Su padre, sir Thomas Borough, chambelán de Ana Bolena, también aseguró una patente conjunta en supervivencia con su hijo para el cargo de mayordomo de la mansión del soke de Kirton-in-Lindsey. Eduard Borough el Joven murió en la primavera de 1533.
En el verano de 1534 se casó nuevamente, con John Neville, tercer barón Latymer, de Snape (Yorkshire del Norte). En 1536, durante la Peregrinación de Gracia, Catalina fue retenida como rehén por los rebeldes del norte, junto con sus dos hijastros, incluyendo a John Neville, cuarto barón Latymer. John Neville murió en 1543.
Fue en la casa de la hija de Enrique y de Catalina de Aragón, lady María, donde Catalina Parr llamó la atención del rey. Después de la muerte del segundo marido de Parr, la rica viuda empezó una relación con Thomas Seymour -luego 1.er barón de Sudeley-, que era hermano de la reina Juana Seymour, pero el rey Enrique VIII se encaprichó con Catalina -desde el momento en que la conoció cuando fue a pedir piedad por la mujer de su hermano, acusada (sin pruebas) de adulterio- y fue obligada a aceptar su proposición de matrimonio.

### Reina consorte

Blasón de Catalina Parr como reina consorte.

El matrimonio entre Catalina y Enrique VIII se celebró el 12 de julio de 1543 en el palacio de Hampton Court. Fue la primera reina de Inglaterra en ser también reina de Irlanda después de que Enrique VIII adoptara el título de rey de Irlanda. Como reina, Catalina fue en parte responsable de la reconciliación de Enrique con las hijas que tuvo de sus dos primeros matrimonios, quienes más adelante serían la reina María I y la reina Isabel I. Tuvo también una buena relación con Eduardo, príncipe de Gales, futuro rey Eduardo VI.  Igualmente alentó la educación de sus hijastras, sobre todo la de Isabel I, quien gracias a esto es conocida por ser una de las monarcas más instruidas de Inglaterra. Cuando se convirtió en reina, su tío William Parr, lord Parr de Horton, se convirtió en su lord chambelán.
Durante tres meses, desde julio hasta septiembre de 1544, Catalina fue nombrada regente por Enrique mientras él marchó a su última y poco exitosa campaña en Francia. Gracias a que su tío fue nombrado miembro de su consejo de regencia, y a las simpatías de otros consejeros Thomas Cranmer (el arzobispo de Canterbury) y Eduardo Seymour, lord Hertford, Catalina obtuvo el control efectivo y fue capaz de gobernar como ella entendió más conveniente. Manejó los suministros, las finanzas y asambleas para la campaña francesa de Enrique, firmó cinco proclamaciones reales, y mantuvo contacto constante con su lugarteniente en las Marcas septentrionales, lord Shrewsbury, sobre una situación compleja e inestable con Escocia. Se dice que sus acciones como regente, junto con su carácter fuerte y una notable dignidad, y más tarde sus convicciones religiosas, influyeron de forma importante en la formación de su hijastra, lady Isabel (la futura reina Isabel I).
Sus puntos de vista religiosos fueron complejos y se ven aún más confusos por falta de evidencias. Aunque probablemente fue educada como católica, ya que nació antes de la Reforma protestante, más tarde sintió simpatía e interés por la "Nueva Fe." Se ha sugerido la hipótesis de que realmente era una protestante a mediados de los años cuarenta, tal como ahora se entendería ese término. Podemos estar seguros de que sostuvo fuertes ideas reformistas después de la muerte de Enrique, cuando su segundo libro, Lamentaciones de un pecador se publicó a finales del año 1547. El libro promovía el concepto protestante de justificación solo por la fe, algo que la Iglesia católica consideraba una herejía. Asimismo, redactó otros dos libros, Oraciones y meditaciones  y Salmos y oraciones que igualmente causaron alboroto en el clero católico. Es extremadamente improbable que desarrollara esos puntos de vista en el breve tiempo entre la muerte de Enrique y la publicación del libro. Su simpatía por Anne Askew, la mártir protestante que se opuso fieramente a la creencia católica de la transubstanciación, también sugiere que era más que meramente simpatizante de la nueva religión.
Con independencia de que se convirtiera formalmente al protestantismo, lo que no es probable, la reina fue suficientemente reformista para que la vieran con sospecha oficiales católicos y antiprotestantes, como Stephen Gardiner (el obispo de Winchester) y Thomas Wriothesley, lord Wriothesley (el lord canciller), quien intentó a su vez volver al rey en contra de ella en el año 1546. Se escribió una orden de arresto contra ella y abundaron los rumores en Europa que el rey se sentía atraído por su amiga íntima, Catherine Willoughby, duquesa de Suffolk. Sin embargo, ella logró reconciliarse con el rey después de jurar que solo había hablado de religión con él para distraerlo de los sufrimientos que le causaban su pierna ulcerada.

### Último matrimonio, parto y muerte

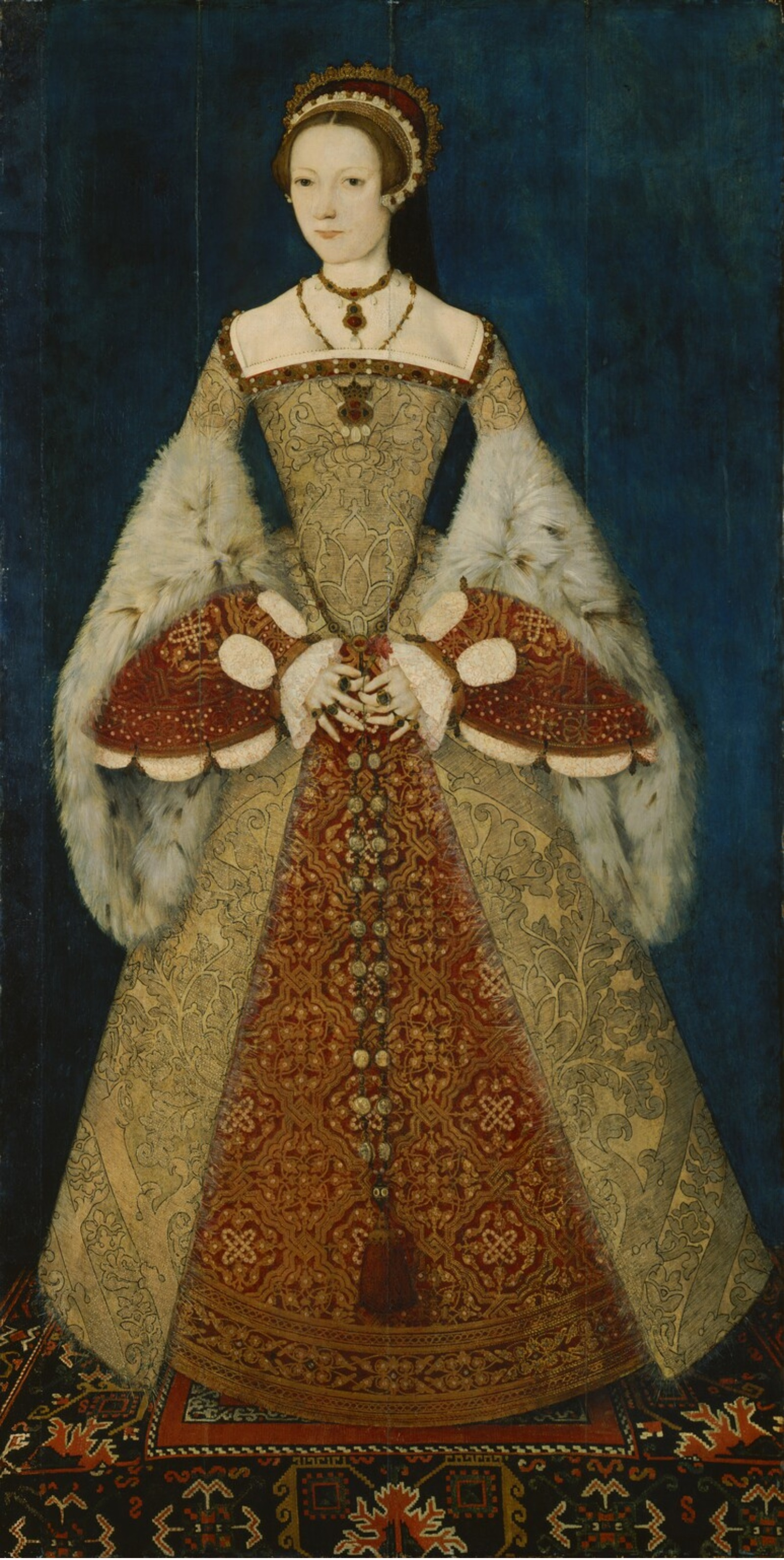
Retrato de Catalina Parr por el maestro John. Anteriormente se creía que representaba a Juana Grey.

Después de la muerte de Enrique VIII (28 de enero de 1547), Catalina vio asegurada su situación con una pensión anual de ₤7000. Más aún, él ordenó que después de su muerte, aunque era reina viuda, se le diera el respeto de una reina de Inglaterra, como si él aún viviera. Catalina se pudo finalmente casar con su antiguo amante, Thomas Seymour, celebrándose su boda el 7 de abril de ese mismo año. Como se casaron dentro de los seis meses posteriores a la muerte del antiguo rey, tuvieron que obtener permiso del rey para el matrimonio. Cuando su unión fue conocida públicamente, causó un pequeño escándalo. Catalina, que no había tenido hijos de ninguno de sus anteriores matrimonios, quedó embarazada a los 35 años de edad. Su embarazo fue una sorpresa, dado que ella no había concebido ningún hijo durante sus primeros tres matrimonios.
En esta época, se desarrolló una rivalidad entre Catalina y la esposa de su cuñado, Anne Stanhope, la duquesa de Somerset. Ana estaba casada con Eduardo Seymour, duque de Somerset, que resultó ser particularmente aguda sobre el asunto de las joyas de Catalina. La duquesa argumentaba que las joyas pertenecían a la reina de Inglaterra, y que como reina viuda, Catalina ya no debía tenerlas. En vez de ello le correspondía a ella, como esposa del lord protector, lucirlas. Ella invocaba la Ley de Sucesión que claramente afirmaba que Catalina tenía precedencia sobre todas las damas del reino; de hecho, por lo que se refiere a la precedencia, la duquesa de Somerset venía detrás de las ladies María e Isabel y Ana de Cléveris, llamada hermana del rey. Al final, la duquesa ganó la discusión, lo que dejó su relación con Catalina permanentemente dañada; la relación entre los dos hermanos Seymour también empeoró como resultado, puesto que lord Seymour vio toda la discusión como un ataque personal de su hermano a su posición social.
El matrimonio de Catalina también pasó por momentos tensos. El sexo durante el embarazo era algo que se desaprobaba en el siglo XVI y Seymour comenzó a desarrollar cierto interés por lady Isabel, hija adolescente de Ana Bolena y futura Isabel I, quien residía en su mansión. Se le atribuye la intención de casarse con ella antes de hacerlo con Catalina y más tarde se dijo que Catalina descubrió a los dos abrazados. En unas pocas ocasiones antes de que la situación se escapase por completo de las manos, parece que Catalina no sólo estuvo conforme con episodios de juego violento con fuertes implicaciones sexuales, sino que realmente ayudó a su marido. Con independencia de lo que realmente ocurriera, Isabel fue sacada de la casa en mayo de 1548 para quedarse en el hogar de sir Anthony Denny en Cheshunt y nunca volvió a ver a su madrastra, aunque las dos mantuvieron correspondencia.
Catalina dio a luz a su único descendiente, una niña llamada María Seymour, que recibió este nombre por su hijastra, el 30 de agosto de 1548, y murió sólo seis días después, el 5 de septiembre de 1548, en el castillo de Sudeley, en Gloucestershire, de lo que cree que fue fiebre puerperal, o sepsis en el parto. Es lo mismo que provocó la muerte de la tercera esposa de Enrique VIII, Juana Seymour. No era algo infrecuente, debido a la falta de higiene que rodeaba el parto. Se ha sospechado que el esposo de Catalina, Sir Thomas Seymour, pudo haberla envenenado para llevar a cabo su plan de casarse con lady Isabel. Catalina Parr fue sepultada  en Sudeley.
Su única hija, María, nacida el 30 de agosto, no le sobrevivió demasiados años. Su padre, Thomas Seymour, fue decapitado por traición menos de un año después (10 de marzo de 1549). La niña fue entregada a la duquesa de Suffolk, Catherine Willoughby, una amiga íntima de Catalina. Después de un año y medio, la propiedad de María le fue restaurada por una ley del Parlamento, lo que alivió la carga de la duquesa al asumir la guarda de la niña. La última mención de María Seymour es de su segundo cumpleaños, y aunque circularon historias de que al final ella se casó y tuvo hijos, la mayor parte de los historiadores creen que murió siendo niña.

## Descubrimiento de su féretro
En 1782 un caballero con el nombre John Lucas descubrió el féretro de la reina Catalina entre las ruinas del castillo de Sudeley. Abrió el féretro y observó que el cuerpo, después de 234 años, estaba en un sorprendente estado de conservación. Tras tomar unos cuantos mechones del cabello de la reina, cerró de nuevo el féretro y lo devolvió a su tumba. El féretro se abrió en repetidas ocasiones en los siguientes diez años. Cuando el féretro se abrió de nuevo de forma oficial en 1817 no quedaba nada más que restos de un esqueleto. En aquella época el féretro fue movido a la tumba de lord Chandos, cuya familia poseyó el castillo en aquel tiempo. En años posteriores la capilla fue reconstruida por sir John Scott, erigiéndose entonces un altar-tumba apropiado para la reina Catalina.

## Ancestros
| \| \| \| \| \| \| \| \| \| \| \| \| \| \| \| \| \| \| \| \| 16. Sir John Parr[8] \| \| \| \| \| \| \| \| \| \| \| \| \| \| \| \| \| \| \| \| \| \| \| \| \| \| \| \| \| \| \| \| \| \| \| \| \| \| \| \| \| \| \| \| \| \| \| \| \| \| \| \| \| \| 8. Sir Thomas Parr[8] \| \| \| \| \| \| \| \| \| \| \| \| \| \| \| \| \| \| \| \| \| \| \| \| \| \| \| \| \| \| \| \| \| \| \| \| \| \| \| \| \| \| \| \| \| \| \| \| \| \| \| \| \| \| 17. Agnes Crophull[8] \| \| \| \| \| \| \| \| \| \| \| \| \| \| \| \| \| \| \| \| \| \| \| \| \| \| \| \| \| \| \| \| \| \| \| \| \| \| \| \| \| \| \| \| \| \| \| \| \| \| \| \| \| \| 4. Sir William Parr \| \| \| \| \| \| \| \| \| \| \| \| \| \| \| \| \| \| \| \| \| \| \| \| \| \| \| \| \| \| \| \| \| \| \| \| \| \| \| \| \| \| \| \| \| \| \| \| \| \| \| \| \| \| 18. Sir Thomas Tunstall[8] \| \| \| \| \| \| \| \| \| \| \| \| \| \| \| \| \| \| \| \| \| \| \| \| \| \| \| \| \| \| \| \| \| \| \| \| \| \| \| \| \| \| \| \| \| \| \| \| \| \| \| \| \| \| 9. Alice Tunstall[8] \| \| \| \| \| \| \| \| \| \| \| \| \| \| \| \| \| \| \| \| \| \| \| \| \| \| \| \| \| \| \| \| \| \| \| \| \| \| \| \| \| \| \| \| \| \| \| \| \| \| \| \| \| \| 19. Isabel Harrington[8] \| \| \| \| \| \| \| \| \| \| \| \| \| \| \| \| \| \| \| \| \| \| \| \| \| \| \| \| \| \| \| \| \| \| \| \| \| \| \| \| \| \| \| \| \| \| \| \| \| \| \| \| \| \| 2. Sir Thomas Parr \| \| \| \| \| \| \| \| \| \| \| \| \| \| \| \| \| \| \| \| \| \| \| \| \| \| \| \| \| \| \| \| \| \| \| \| \| \| \| \| \| \| \| \| \| \| \| \| \| \| \| \| \| \| 20. William FitzHugh, IV Barón FitzHugh \| \| \| \| \| \| \| \| \| \| \| \| \| \| \| \| \| \| \| \| \| \| \| \| \| \| \| \| \| \| \| \| \| \| \| \| \| \| \| \| \| \| \| \| \| \| \| \| \| \| \| \| \| \| 10. Henry FitzHugh, V Barón FitzHugh \| \| \| \| \| \| \| \| \| \| \| \| \| \| \| \| \| \| \| \| \| \| \| \| \| \| \| \| \| \| \| \| \| \| \| \| \| \| \| \| \| \| \| \| \| \| \| \| \| \| \| \| \| \| 21. Marjory Willoughby \| \| \| \| \| \| \| \| \| \| \| \| \| \| \| \| \| \| \| \| \| \| \| \| \| \| \| \| \| \| \| \| \| \| \| \| \| \| \| \| \| \| \| \| \| \| \| \| \| \| \| \| \| \| 5. Elizabeth FitzHugh \| \| \| \| \| \| \| \| \| \| \| \| \| \| \| \| \| \| \| \| \| \| \| \| \| \| \| \| \| \| \| \| \| \| \| \| \| \| \| \| \| \| \| \| \| \| \| \| \| \| \| \| \| \| 22. Richard Neville, V conde de Salisbury \| \| \| \| \| \| \| \| \| \| \| \| \| \| \| \| \| \| \| \| \| \| \| \| \| \| \| \| \| \| \| \| \| \| \| \| \| \| \| \| \| \| \| \| \| \| \| \| \| \| \| \| \| \| 11. Alice Neville \| \| \| \| \| \| \| \| \| \| \| \| \| \| \| \| \| \| \| \| \| \| \| \| \| \| \| \| \| \| \| \| \| \| \| \| \| \| \| \| \| \| \| \| \| \| \| \| \| \| \| \| \| \| 23. Alice Montagu, V condesa de Salisbury \| \| \| \| \| \| \| \| \| \| \| \| \| \| \| \| \| \| \| \| \| \| \| \| \| \| \| \| \| \| \| \| \| \| \| \| \| \| \| \| \| \| \| \| \| \| \| \| \| \| \| \| \| \| 1. Catalina Parr \| \| \| \| \| \| \| \| \| \| \| \| \| \| \| \| \| \| \| \| \| \| \| \| \| \| \| \| \| \| \| \| \| \| \| \| \| \| \| \| \| \| \| \| \| \| \| \| \| \| \| \| \| \| 24. Sir Thomas Greene, Sheriff of Northampton[9] \| \| \| \| \| \| \| \| \| \| \| \| \| \| \| \| \| \| \| \| \| \| \| \| \| \| \| \| \| \| \| \| \| \| \| \| \| \| \| \| \| \| \| \| \| \| \| \| \| \| \| \| \| \| 12. Sir Thomas Greene[10] \| \| \| \| \| \| \| \| \| \| \| \| \| \| \| \| \| \| \| \| \| \| \| \| \| \| \| \| \| \| \| \| \| \| \| \| \| \| \| \| \| \| \| \| \| \| \| \| \| \| \| \| \| \| 25. Philippa de Ferrers[9] \| \| \| \| \| \| \| \| \| \| \| \| \| \| \| \| \| \| \| \| \| \| \| \| \| \| \| \| \| \| \| \| \| \| \| \| \| \| \| \| \| \| \| \| \| \| \| \| \| \| \| \| \| \| 6. Sir Thomas Green[10][11] \| \| \| \| \| \| \| \| \| \| \| \| \| \| \| \| \| \| \| \| \| \| \| \| \| \| \| \| \| \| \| \| \| \| \| \| \| \| \| \| \| \| \| \| \| \| \| \| \| \| \| \| \| \| 26. Sir John Throckmorton[12] \| \| \| \| \| \| \| \| \| \| \| \| \| \| \| \| \| \| \| \| \| \| \| \| \| \| \| \| \| \| \| \| \| \| \| \| \| \| \| \| \| \| \| \| \| \| \| \| \| \| \| \| \| \| 13. Maud Throckmorton[10] \| \| \| \| \| \| \| \| \| \| \| \| \| \| \| \| \| \| \| \| \| \| \| \| \| \| \| \| \| \| \| \| \| \| \| \| \| \| \| \| \| \| \| \| \| \| \| \| \| \| \| \| \| \| 27. Eleanor de la Spine[12] \| \| \| \| \| \| \| \| \| \| \| \| \| \| \| \| \| \| \| \| \| \| \| \| \| \| \| \| \| \| \| \| \| \| \| \| \| \| \| \| \| \| \| \| \| \| \| \| \| \| \| \| \| \| 3. Maud Green \| \| \| \| \| \| \| \| \| \| \| \| \| \| \| \| \| \| \| \| \| \| \| \| \| \| \| \| \| \| \| \| \| \| \| \| \| \| \| \| \| \| \| \| \| \| \| \| \| \| \| \| \| \| 14. Sir John Fogge[10][11] \| \| \| \| \| \| \| \| \| \| \| \| \| \| \| \| \| \| \| \| \| \| \| \| \| \| \| \| \| \| \| \| \| \| \| \| \| \| \| \| \| \| \| \| \| \| \| \| \| \| \| \| \| \| 7. Jane Fogge[10][11] \| \| \| \| \| \| \| \| \| \| \| \| \| \| \| \| \| \| \| \| \| \| \| \| \| \| \| \| \| \| \| \| \| \| \| \| \| \| \| \| \| \| \| \| \| \| \| \| \| \| \| \| |                                               |  |  |  |  |  |  |  |  |  |  |  |  |  |  |  |
| |                                               |  |  |  |  |  |  |  |  |  |  |  |  |  |  |  |
| | 16. Sir John Parr                             |  |  |  |  |  |  |  |  |  |  |  |  |  |  |  |
| |                                               |  |  |  |  |  |  |  |  |  |  |  |  |  |  |  |
| |                                               |  |  |  |  |  |  |  |  |  |  |  |  |  |  |  |
| | 8. Sir Thomas Parr                            |  |  |  |  |  |  |  |  |  |  |  |  |  |  |  |
| |                                               |  |  |  |  |  |  |  |  |  |  |  |  |  |  |  |
| |                                               |  |  |  |  |  |  |  |  |  |  |  |  |  |  |  |
| | 17. Agnes Crophull                            |  |  |  |  |  |  |  |  |  |  |  |  |  |  |  |
| |                                               |  |  |  |  |  |  |  |  |  |  |  |  |  |  |  |
| |                                               |  |  |  |  |  |  |  |  |  |  |  |  |  |  |  |
| | 4. Sir William Parr                           |  |  |  |  |  |  |  |  |  |  |  |  |  |  |  |
| |                                               |  |  |  |  |  |  |  |  |  |  |  |  |  |  |  |
| |                                               |  |  |  |  |  |  |  |  |  |  |  |  |  |  |  |
| | 18. Sir Thomas Tunstall                       |  |  |  |  |  |  |  |  |  |  |  |  |  |  |  |
| |                                               |  |  |  |  |  |  |  |  |  |  |  |  |  |  |  |
| |                                               |  |  |  |  |  |  |  |  |  |  |  |  |  |  |  |
| | 9. Alice Tunstall                             |  |  |  |  |  |  |  |  |  |  |  |  |  |  |  |
| |                                               |  |  |  |  |  |  |  |  |  |  |  |  |  |  |  |
| |                                               |  |  |  |  |  |  |  |  |  |  |  |  |  |  |  |
| | 19. Isabel Harrington                         |  |  |  |  |  |  |  |  |  |  |  |  |  |  |  |
| |                                               |  |  |  |  |  |  |  |  |  |  |  |  |  |  |  |
| |                                               |  |  |  |  |  |  |  |  |  |  |  |  |  |  |  |
| | 2. Sir Thomas Parr                            |  |  |  |  |  |  |  |  |  |  |  |  |  |  |  |
| |                                               |  |  |  |  |  |  |  |  |  |  |  |  |  |  |  |
| |                                               |  |  |  |  |  |  |  |  |  |  |  |  |  |  |  |
| | 20. William FitzHugh, IV Barón FitzHugh       |  |  |  |  |  |  |  |  |  |  |  |  |  |  |  |
| |                                               |  |  |  |  |  |  |  |  |  |  |  |  |  |  |  |
| |                                               |  |  |  |  |  |  |  |  |  |  |  |  |  |  |  |
| | 10. Henry FitzHugh, V Barón FitzHugh          |  |  |  |  |  |  |  |  |  |  |  |  |  |  |  |
| |                                               |  |  |  |  |  |  |  |  |  |  |  |  |  |  |  |
| |                                               |  |  |  |  |  |  |  |  |  |  |  |  |  |  |  |
| | 21. Marjory Willoughby                        |  |  |  |  |  |  |  |  |  |  |  |  |  |  |  |
| |                                               |  |  |  |  |  |  |  |  |  |  |  |  |  |  |  |
| |                                               |  |  |  |  |  |  |  |  |  |  |  |  |  |  |  |
| | 5. Elizabeth FitzHugh                         |  |  |  |  |  |  |  |  |  |  |  |  |  |  |  |
| |                                               |  |  |  |  |  |  |  |  |  |  |  |  |  |  |  |
| |                                               |  |  |  |  |  |  |  |  |  |  |  |  |  |  |  |
| | 22. Richard Neville, V conde de Salisbury     |  |  |  |  |  |  |  |  |  |  |  |  |  |  |  |
| |                                               |  |  |  |  |  |  |  |  |  |  |  |  |  |  |  |
| |                                               |  |  |  |  |  |  |  |  |  |  |  |  |  |  |  |
| | 11. Alice Neville                             |  |  |  |  |  |  |  |  |  |  |  |  |  |  |  |
| |                                               |  |  |  |  |  |  |  |  |  |  |  |  |  |  |  |
| |                                               |  |  |  |  |  |  |  |  |  |  |  |  |  |  |  |
| | 23. Alice Montagu, V condesa de Salisbury     |  |  |  |  |  |  |  |  |  |  |  |  |  |  |  |
| |                                               |  |  |  |  |  |  |  |  |  |  |  |  |  |  |  |
| |                                               |  |  |  |  |  |  |  |  |  |  |  |  |  |  |  |
| | 1. Catalina Parr                              |  |  |  |  |  |  |  |  |  |  |  |  |  |  |  |
| |                                               |  |  |  |  |  |  |  |  |  |  |  |  |  |  |  |
| |                                               |  |  |  |  |  |  |  |  |  |  |  |  |  |  |  |
| | 24. Sir Thomas Greene, Sheriff of Northampton |  |  |  |  |  |  |  |  |  |  |  |  |  |  |  |
| |                                               |  |  |  |  |  |  |  |  |  |  |  |  |  |  |  |
| |                                               |  |  |  |  |  |  |  |  |  |  |  |  |  |  |  |
| | 12. Sir Thomas Greene                         |  |  |  |  |  |  |  |  |  |  |  |  |  |  |  |
| |                                               |  |  |  |  |  |  |  |  |  |  |  |  |  |  |  |
| |                                               |  |  |  |  |  |  |  |  |  |  |  |  |  |  |  |
| | 25. Philippa de Ferrers                       |  |  |  |  |  |  |  |  |  |  |  |  |  |  |  |
| |                                               |  |  |  |  |  |  |  |  |  |  |  |  |  |  |  |
| |                                               |  |  |  |  |  |  |  |  |  |  |  |  |  |  |  |
| | 6. Sir Thomas Green                           |  |  |  |  |  |  |  |  |  |  |  |  |  |  |  |
| |                                               |  |  |  |  |  |  |  |  |  |  |  |  |  |  |  |
| |                                               |  |  |  |  |  |  |  |  |  |  |  |  |  |  |  |
| | 26. Sir John Throckmorton                     |  |  |  |  |  |  |  |  |  |  |  |  |  |  |  |
| |                                               |  |  |  |  |  |  |  |  |  |  |  |  |  |  |  |
| |                                               |  |  |  |  |  |  |  |  |  |  |  |  |  |  |  |
| | 13. Maud Throckmorton                         |  |  |  |  |  |  |  |  |  |  |  |  |  |  |  |
| |                                               |  |  |  |  |  |  |  |  |  |  |  |  |  |  |  |
| |                                               |  |  |  |  |  |  |  |  |  |  |  |  |  |  |  |
| | 27. Eleanor de la Spine                       |  |  |  |  |  |  |  |  |  |  |  |  |  |  |  |
| |                                               |  |  |  |  |  |  |  |  |  |  |  |  |  |  |  |
| |                                               |  |  |  |  |  |  |  |  |  |  |  |  |  |  |  |
| | 3. Maud Green                                 |  |  |  |  |  |  |  |  |  |  |  |  |  |  |  |
| |                                               |  |  |  |  |  |  |  |  |  |  |  |  |  |  |  |
| |                                               |  |  |  |  |  |  |  |  |  |  |  |  |  |  |  |
| | 14. Sir John Fogge                            |  |  |  |  |  |  |  |  |  |  |  |  |  |  |  |
| |                                               |  |  |  |  |  |  |  |  |  |  |  |  |  |  |  |
| |                                               |  |  |  |  |  |  |  |  |  |  |  |  |  |  |  |
| | 7. Jane Fogge                                 |  |  |  |  |  |  |  |  |  |  |  |  |  |  |  |
| |                                               |  |  |  |  |  |  |  |  |  |  |  |  |  |  |  |
| |                                               |  |  |  |  |  |  |  |  |  |  |  |  |  |  |  |

## En el cine
| Año  | Película                              | Director                   | Actriz                  |
| ---- | ------------------------------------- | -------------------------- | ----------------------- |
| 2024 | Firebrand                             | Karim Aïnouz               | Alicia Vikander         |
| 2022 | Becoming Elizabeth (TV)               | Justin Chadwick            | Jessica Raine           |
| 2017 | Six (musical) (Musical)               | Toby Marlow, Lucy Moss     | Izuka Hoyle, Anna Uzele |
| 2007 | Los Tudor (TV)                        | Michael Hirts              | Joely Richardson        |
| 1972 | Enrique VIII y sus seis esposas       | Waris Hussein              | Barbara Leigh-Hunt      |
| 1970 | Las seis esposas de Enrique VIII (TV) | John Glenister/Naomi Capon | Rosalie Crutchley       |
| 1953 | Young Bess                            | George Sidney              | Deborah Kerr            |
| 1933 | La vida privada de Enrique VIII       | Alexander Korda            | Everley Gregg           |